# Bielsk Podlaski (gmina)
Bielsk Podlaski est une gmina rurale du powiat de Bielsk Podlaski, Podlachie, dans le nord-est de la Pologne.
La gmina couvre une superficie de 430,14 km2 pour une population de 246 873 habitants.

## Géographie
La capitale du gmina est la ville de Bielsk Podlaski, elle n'est cependant pas incluse dans la gmina.
La gmina de Bielsk Podlaski contient les villages de Augustowo, Bańki, Biała, Bielanowszczyzna, Bolesty, Brześcianka, Chraboły, Deniski, Dobromil, Dubiażyn, Dwór, Gaj, Grabowiec, Haćki, Hendzel, Hołody, Hryniewicze Duże, Hryniewicze Małe, Husaki, Jacewicze, Knorozy, Knorydy, Knorydy Górne, Knorydy Podleśne, Knorydy Średnie, Korpacz, Koszarka, Kotły, Kozły, Kożyno Duże, Kożyno Małe, Krzywa, Lewki, Łoknica, Łubin Kościelny, Łubin Rudołty, Malinowo, Miękisze, Mokre, Na Brańskiej, Nałogi, Ogrodniki, Orlanka, Orzechowicze, Parcewo, Pasynki, Pietrzykowo-Gołąbki, Pietrzykowo-Wyszki, Piliki, Pilipki, Ploski, Plutycze, Podbiele, Proniewicze, Rajki, Rajsk, Rzepniewo, Saki, Sierakowizna, Skrzypki Duże, Skrzypki Małe, Sobotczyzna, Sobotka, Stołowacz, Stryki, Stupniki, Szastały, Szewele, Treszczotki, Truski, Użyki, Widowo, Woronie, Zawady et Zubowo.
La gmina borde la ville de Bielsk Podlaski et les gminy de Boćki, Brańsk, Czyże, Juchnowiec Kościelny, Narew, Orla, Wyszki et Zabłudów.